# Decennium
Decennium (årtionde) är en period av tio år. Ordet kommer av latinets decem (tio) och annum (år).
Till exempel innebär begreppet det följande decenniet de följande kommande tio åren och det senaste decenniet innebär de senaste tio åren.

## Svensk användning
På svenska använder man ofta ordet om ett årtionde där årtalen har siffrorna för årtusende, århundrade och årtionde gemensamma. Man benämner decennierna efter första året med tillägget -talet; 1980–1989 kallas sålunda 1980-talet.